# HD 50806
HD 50806，又名CD-28 3554，SAO 172524、HR 2576，是一颗恒星，视星等为6.04，位于銀經238.95，銀緯-12.16，其B1900.0坐标为赤經6h 49m 35.1s，赤緯-28° -12.16′ 12″。